# Альгарробо (Іспанія)
Альгарробо (ісп. Algarrobo) — муніципалітет в Іспанії, у складі автономної спільноти Андалусія, у провінції Малага. Населення — 6350 осіб (2010).
Муніципалітет розташований на відстані близько 380 км на південь від Мадрида, 32 км на північний схід від Малаги.
На території муніципалітету розташовані такі населені пункти: (дані про населення за 2010 рік)
- Альгарробо: 2754 особи
- Альгарробо-Коста: 3596 осіб

## Демографія
Динаміка населення (INE ):

## Галерея зображень

Розташування муніципалітету у провінції Малага